# Aleksandr But'ko
Aleksandr Anatol'evič But'ko (in russo Александр Анатольевич Бутько?, in bielorusso Аляксандр Анатольевіч Буцько?, Aljaksandr Anatol'evič Buc'ko; Hrodna, 18 marzo 1986) è un pallavolista bielorusso naturalizzato russo, palleggiatore dello Zenit-Kazan.

## Palmarès

### Club
- Campionato bielorusso: 2

2001-02, 2002-03
- Campionato russo: 3

2015-16, 2016-17, 2017-18
- Coppa di Russia: 6

2010, 2011, 2016, 2017, 2018, 2019
- Supercoppa russa: 4

2016, 2017, 2018, 2020
- Coppa della Siberia e dell'Estremo Oriente: 8

2009, 2010, 2011, 2012, 2013, 2014, 2015, 2016
- Campionato mondiale per club: 1

2017
- Champions League: 4

2012-13, 2015-16, 2016-17, 2017-18

### Nazionale (competizioni minori)
- Memorial Hubert Wagner 2011
- Memorial Hubert Wagner 2017
- Memorial Hubert Wagner 2018

### Premi individuali
- 2003 - Vysšaja Liha bielorussa: Miglior palleggiatore
- 2009 - Champions League: Miglior palleggiatore
- 2010 - Coppa di Russia: Miglior palleggiatore
- 2013 - Champions League: Miglior palleggiatore
- 2017 - Campionato mondiale per club: Miglior palleggiatore
- 2018 - Champions League: Miglior palleggiatore